# 시퀘스터
시퀘스터(Sequester)는 2005년 라이언 복(Ryan Boc)이 만든 캐나다의 헤비메탈 프로젝트이다. 라이언 복이 유일한 구성원이며 지금까지 모든 곡을 직접 쓰고 공연하였다.
노래는 보통 다성음악으로 구성되며 복잡한 악곡 구조로 인해 길이가 긴 편이며 화성이 있는 보컬과 기타 레이어링이 포함되는 경우가 종종 있다.

## 구성원
- 라이언 복 - 보컬, 기타, 베이스, 드럼, 키보드

## 게스트 음악가
- Kelli Gose - 백그라운드 보컬

## 디스코그래피
- Visions of the Erlking (Demo) - 2007
- Winter Shadows - 2008
- Nameless One (EP) - 2009
- Shaping Life and Soul - 2011
- Ancestry (EP) - 2012
- Missing Image - 2014
- Hermit - 2018